# Jimmy Lennon Jr.
Jimmy Lennon Jr. (ur. 5 sierpnia 1958 w Santa Monica) – amerykański konferansjer ringowy. Lennon Jr. jest rozpoznawalny dzięki sloganowi It’s showtime, którym zapowiada walki bokserskie.
Jako młodzieniec nie miał pewności czy pójść w ślady swojego ojca Jimmy’ego Lennona Seniora, konferansjera ringowego. Na uniwersytecie UCLA ukończył psychologię i pedagogikę, a w 1981 roku rozpoczął pracę jako nauczyciel w Los Angeles.
Pierwszą walkę, za namową ojca, zapowiedział w 1981 roku w kalifornijskim mieście Inglewood.
Część walk, gdzie konferansjerem ringowym był Lennon Jr.:
- Julio César Chávez – Greg Haugen (w mieście Meksyk, w obecności ponad 130 000 widzów)[7],
- Mike Tyson – Evander Holyfield[4],
- Israel Vázquez – Rafael Márquez (trzy pojedynki)[8],
- Winky Wright – Félix Trinidad[9],
- Floyd Mayweather Jr. – Manny Pacquiao[10].

W 2013 roku, obok 10 innych zasłużonych, Lennon Jr. przyjęty został do International Boxing Hall of Fame.